# Neogagrella eximia
Neogagrella eximia is een hooiwagen uit de familie Sclerosomatidae.